# Hook (jeu vidéo, Sony Imagesoft)
Pour les articles homonymes, voir Hook.
Hook est un jeu vidéo d'action édité par Sony Imagesoft en 1992. Le jeu fonctionne sur Mega Drive, Mega-CD, Nintendo, Super Nintendo, Game Boy et Game Gear.
Le jeu est basé sur le film Hook ou la Revanche du Capitaine Crochet de Steven Spielberg.